# Epinephelus adscensionis
Epinephelus adscensionis, danh pháp thông thường là Rock hind, là một loài cá biển thuộc chi Epinephelus trong họ Cá mú. Loài này được mô tả lần đầu tiên vào năm 1765.

## Phân bố và môi trường sống
E. adscensionis có phạm vi phân bố rộng khắp Tây Đại Tây Dương và thưa thớt ở phía đông. Loài này được tìm thấy từ bang New Jersey dọc theo bờ biển phía đông nam Hoa Kỳ đến khắp vịnh Mexico và biển Caribê, và dọc Nam Mỹ đến Florianopolis, Brazil, bao gồm các hòn đảo ngoài khơi. Nó không được tìm thấy ở khu vực cửa biển phía tây bắc Brazil. Ở phía đông Đại Tây Dương, chúng được tìm thấy chủ yếu tại các quần đảo và hòn đảo: Azores, đảo Ascension, đảo Saint Helena, São Tomé và Gabon ở vịnh Guinea. Chúng sống xung quanh các rạn san hô và các bãi đá ngầm ở độ sâu khoảng 120 m trở lại.

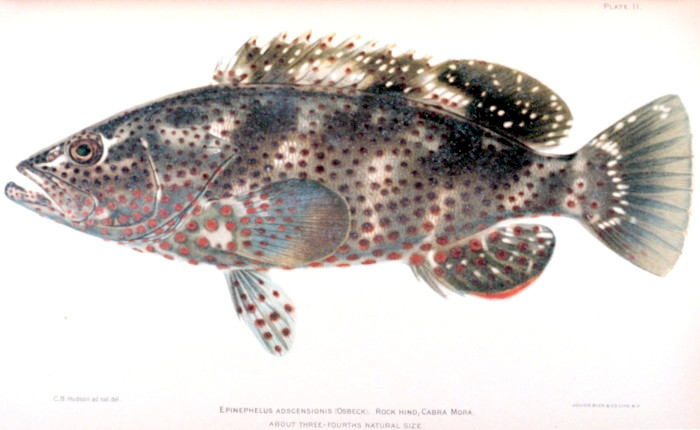
E. adscensionis

## Mô tả
E. adscensionis trưởng thành có chiều dài cơ thể lớn nhất đo được là khoảng 65 cm. Thân thuôn dài, hình bầu dục. Đầu và thân có màu nâu da bò hoặc màu xanh lục nhạt với các đốm màu nâu đỏ chi chít khắp cơ thể và vây. Dọc theo lưng đến cuống đuôi là 3 - 5 đốm lớn màu nâu sẫm. Cá con ít đốm nhưng đốm lại lớn hơn. Đuôi bo tròn.
Số gai ở vây lưng: 11 (gai thứ 4 và 5 dài nhất); Số tia vây mềm ở vây lưng: 16 - 18; Số gai ở vây hậu môn: 3; Số tia vây mềm ở vây hậu môn: 8; Số tia vây mềm ở vây ngực: 18 - 20; Số lược mang: 23 - 28; Số vảy đường bên: 48 - 53.
Thức ăn của E. adscensionis là các loài cá nhỏ hơn và động vật giáp xác. Loài này được đánh bắt trong nghề cá thương mại và câu cá giải trí.